# Neillia serratisepala
Neillia serratisepala là loài thực vật có hoa trong họ Hoa hồng. Loài này được H.L. Li mô tả khoa học đầu tiên năm 1944.